# Mütter gegen Atomkraft

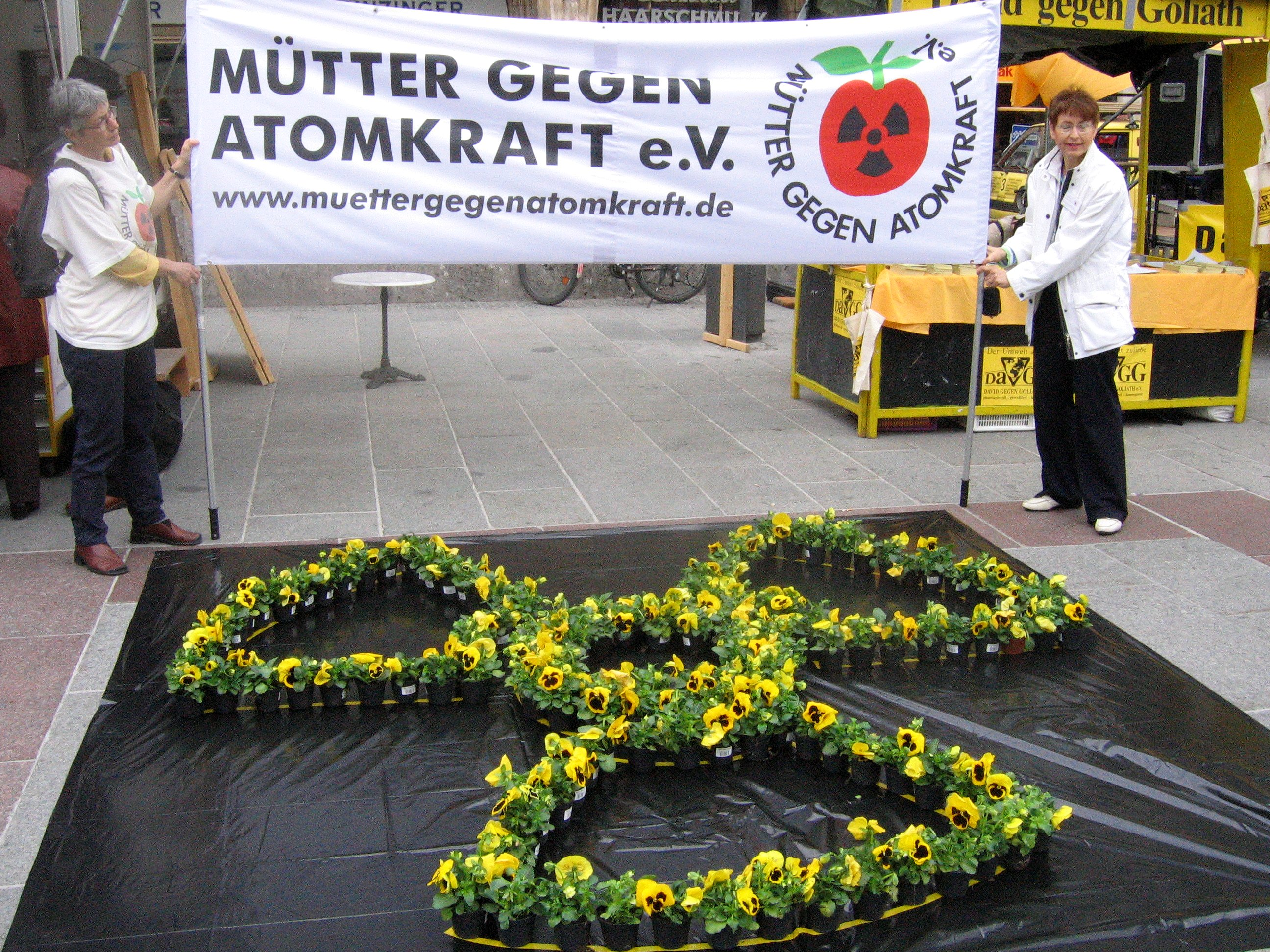
Mütter gegen Atomkraft bei einer Gedenkveranstaltung zum 20. Jahrestag der Reaktorkatastrophe von Tschernobyl auf dem Marienplatz in München

Mütter gegen Atomkraft (MgA) war ein Anfang Juni 1986 eingetragener und als gemeinnützig anerkannter Verein mit Sitz in München, der anlässlich der Reaktorkatastrophe von Tschernobyl gegründet wurde. Er ging aus einer Initiative von Müttern aus Starnberg hervor, die dazu aufgerufen hatten, am 12. Mai 1986, dem Muttertag, Muttertagssträuße in Form eines Strahlenzeichens auf dem Münchner Marienplatz auszubreiten.

## Geschichte und Ziele
Der Verein hatte 1.100 Mitglieder und verfolgte das Ziel des Atomausstiegs. Schon bei der Gründung wurde als Zielsetzung neben Schadensbegrenzung aus aktuellem Anlass ein energiepolitisches Umdenken gefordert. Laut Satzung stand der Verein Eltern, Großeltern, Singles und allen Menschen, die sich gegen Atomkraft engagieren wollen, offen. Bereits zu Anfangszeiten des Vereins waren vereinzelt Männer unter den Mitgliedern, mehrheitlich haben sich Männer jedoch nach Einschätzung der 2014 verstorbenen Gründerin Gina Gillig eher abgeschreckt gefühlt, was sie mit Rollenklischees, die sich mit dem Begriff „Mutter“ verbinden, erklärt. Eine Umbenennung des Vereins zu „Eltern gegen Atomkraft“ wurde diskutiert, jedoch nicht umgesetzt. Ausschlag gab nach Gillig, dass die Arbeit des Vereins zur positiven Besetzung der gesellschaftlichen Erziehungsfunktion von Müttern beiträgt. Der Verein hatte Mitglieder in Deutschland, Österreich und der Schweiz. Neben München (Geschäftssitz) und Nürnberg gab es weitere Ortsverbände, z. B. in Regensburg und Erlangen. In Österreich gab es u. a. seit 1986 die Linzer „Mütter gegen Atomgefahr Oberösterreich“, später „Plattform gegen Atomgefahr“, und die Salzburger „Mütter für eine atomfreie Zukunft“.

## Aktivitäten
Im ersten Jahr der Gründung bildeten Aktivitäten im Zusammenhang mit der Reaktorkatastrophe von Tschernobyl den Schwerpunkt der Vereinstätigkeit. So stand das Bemühen um glaubwürdige Informationen zum Geschehen im Vordergrund. Unabhängige Messergebnisse zur Strahlenbelastung wurden eingeholt und veröffentlicht. Über eigene Messgeräte wurde z. B. der Sand von Sandkästen auf radioaktive Belastung überprüft. Im zweiten Jahr des Bestehens wurde der Handlungsschwerpunkt in öffentlichkeitswirksamen Aktivitäten auch gegen die Wiederaufarbeitungsanlage Wackersdorf gesehen. Durch verschiedene Aktionsformen sollten die Gefahren der Atomkraft vermittelt und die Ersetzbarkeit die Atomenergie als realistische Möglichkeit beworben werden. Im Weiteren gewann die Unterstützung für alternative Energien Bedeutung. So war Mütter gegen Atomkraft Mitbegründerin des Nürnberger Energiewendebündnisses.
Zu den Tätigkeiten des Vereins gehörten öffentlichkeitswirksame Aktionen und Informationsveranstaltungen, Demonstrationen, atomkritische Konferenzen oder Briefe und Anfragen an Politiker. Im Landkreis Miesbach betrieb der Verein eine eigene Messstation zur Messung des Radioaktivitätsgehalts der Luft, um Strahlungswerte unabhängig evaluieren zu können. Mütter gegen Atomkraft erhielt eigenen Angaben nach 630 000 Euro an Spenden. Der Verein leitete diese Spenden zur Verbesserung der medizinischen Infrastruktur in die Ukraine und nach Belarus weiter. Der Verein veranstaltete regelmäßig Mahnwachen, gab jährlich zum Tschernobyl-Jahrestag das Magazin MÜTTER COURAGE heraus und organisierte seit 1990 die Hilfsaktion Kinder von Tschernobyl in der Ukraine. Der Verein koordinierte dabei u. a. den Transport von Lebensmittelpaketen und Arzneimitteln. Die Initiierung notwendiger Operationen oder Erholungsaufenthalte für kranke Mütter waren ebenfalls Bestandteil der Aktion.
Mütter gegen Atomkraft war Mitglied der Plattform Umweltzentrum Bielefeld.